# Ciudad Encantada de Tamajón

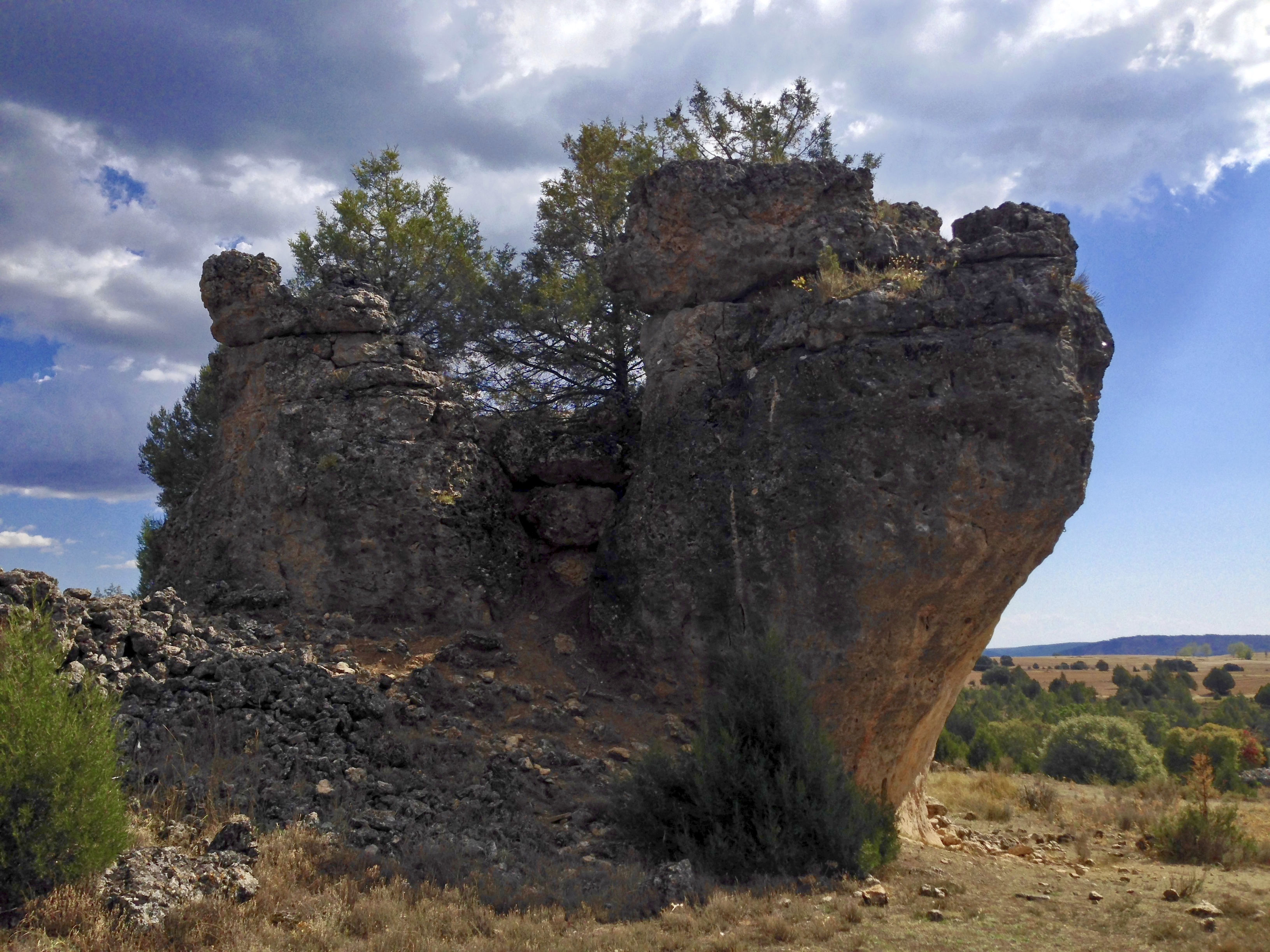
Fomración kárstica en la Ciudad Encantada de Tamajón.

La Ciudad Encantada de Tamajón es un paraje natural de formaciones rocosas kársticas, de calcáreas y calizas, formadas a lo largo de miles de años. Se localiza en el término municipal de Tamajón (Guadalajara, España), en una amplia zona de sabinares de la parte meridional de la sierra del Ocejón. Al norte del paraje se erige la ermita de los Enebrales.